# Metrosideros macropus
Metrosideros macropus là một loài thực vật có hoa trong Họ Đào kim nương. Loài này được Hook. & Arn. mô tả khoa học đầu tiên năm 1832.

## Hình ảnh

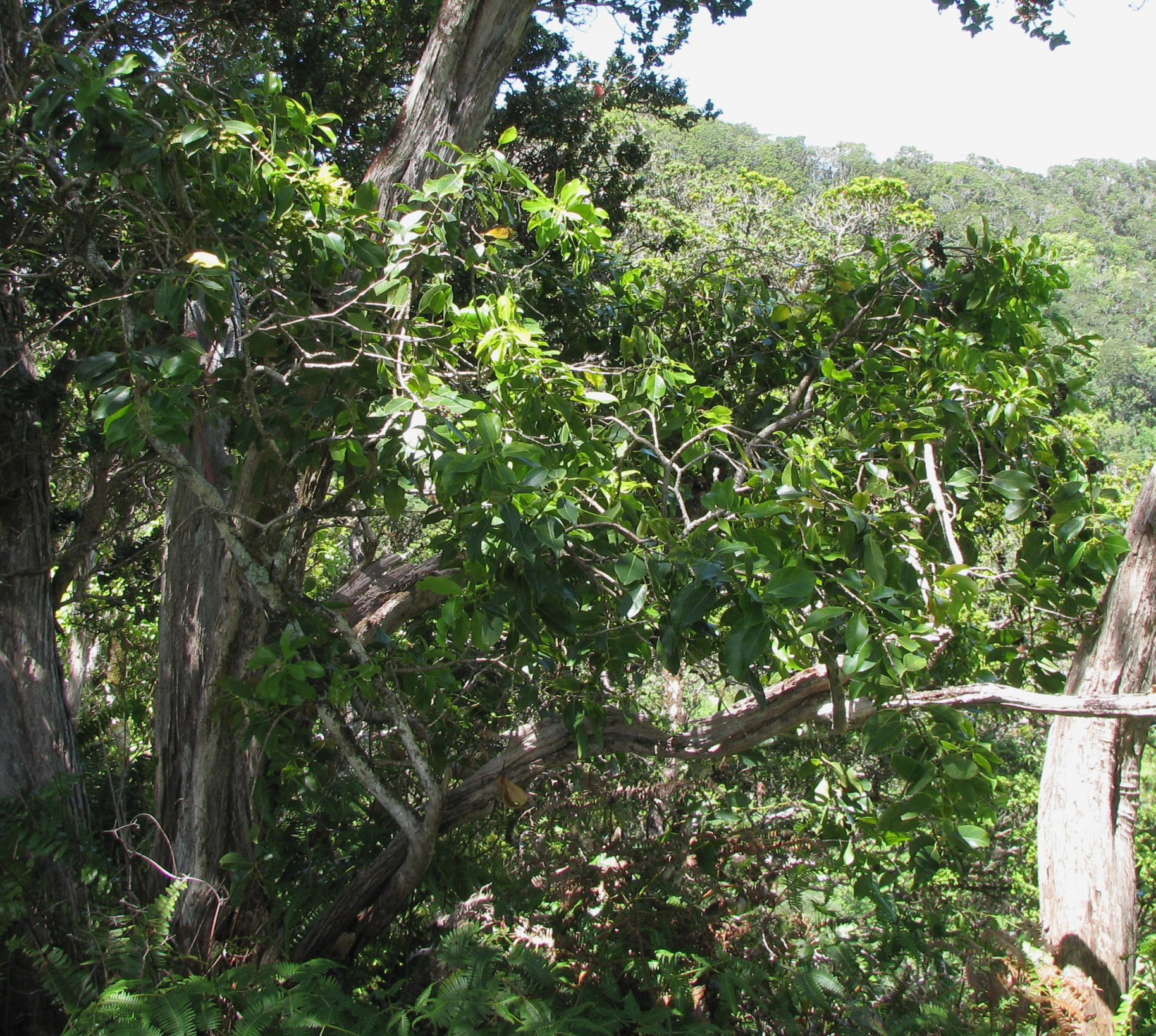
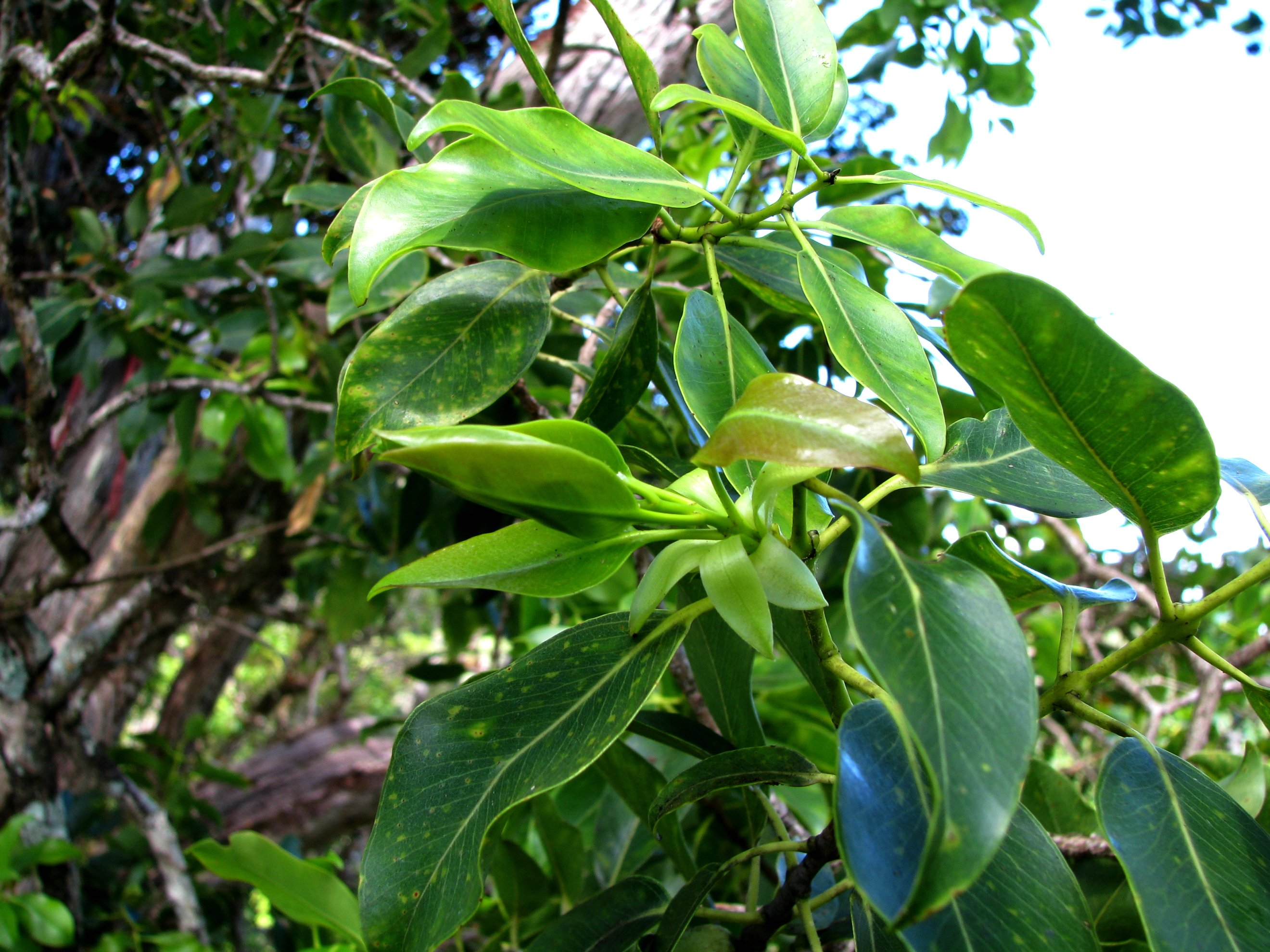
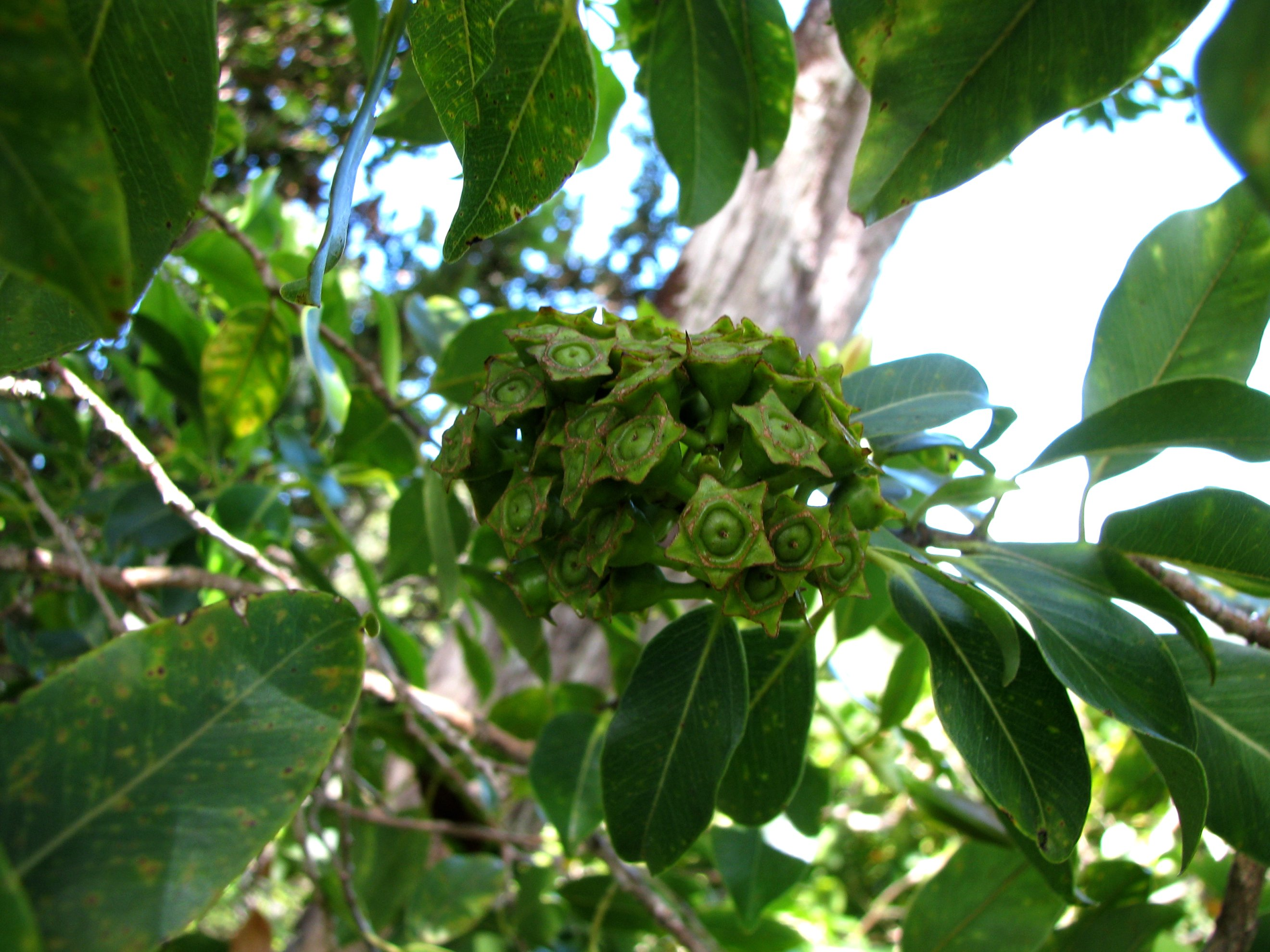
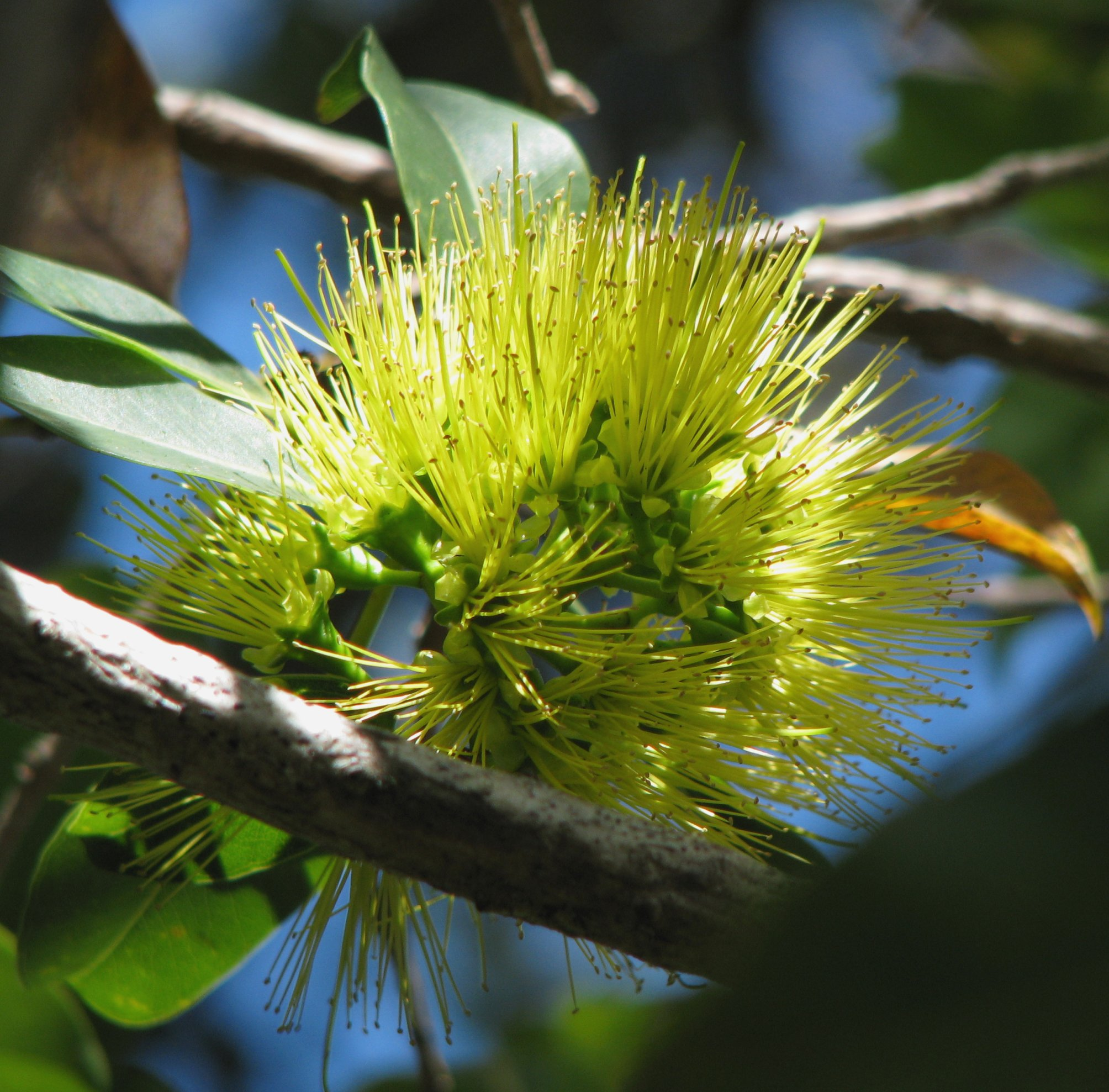